# György Almásy
Dans le nom hongrois Almásy György, le nom de famille précède le prénom, mais cet article utilise l’ordre habituel en français György Almásy, où le prénom précède le nom.
György Ede Almásy de Zsadány et Törökszentmiklós est un asiologue, voyageur, zoologiste et ethnographe hongrois, né à Felsőlendva — Grad — le 11 août 1867 et mort le 23 septembre 1933 à Graz.
Membre de la famille Almásy, son fils László Almásy, est un aviateur, explorateur et soldat hongrois.